# 志苔館

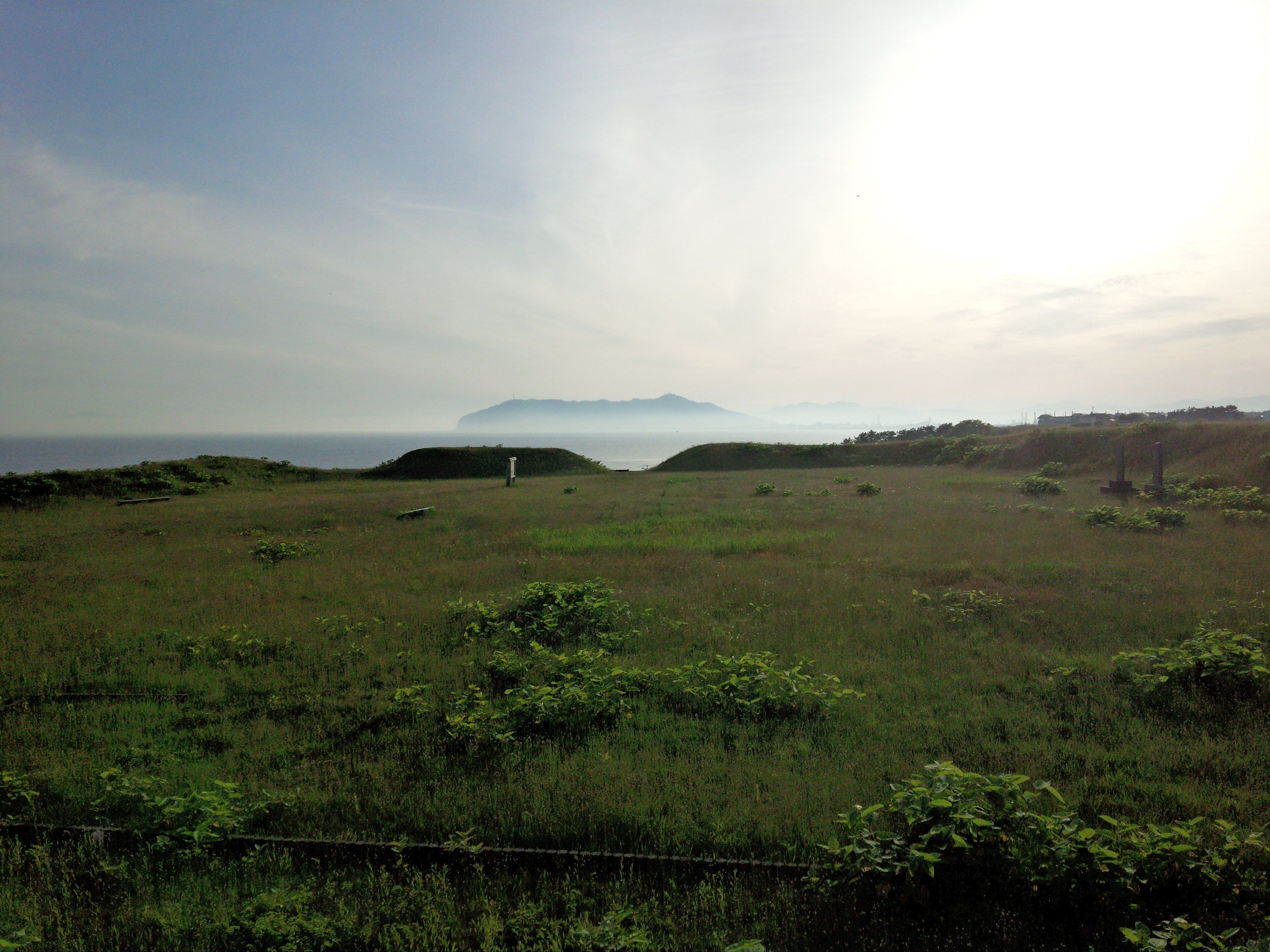
曲輪の遺構

志苔館（しのりたて）は、北海道函館市にあった中世城館（日本の城）。小林氏によって築かれたとされる道南十二館のひとつ。国の史跡に指定されている。

## 立地
西には旧志苔川があり、東は溪沢に連なっており、南方は海に面した丘陵上に立地する。
現在、北方には函館空港の滑走路が走っている。

## 城主
出典は道南十二館の謎 p202-203、函館市史通説編第1巻 p335-336、p330-331より。
- 初代 - 小林太郎左衛門尉良景 - 先祖は万里小路藤房に仕え、祖父の小林次郎重弘の時に蝦夷島(北海道)に渡った。
- 二代 - 小林弥太郎良定
- 三代 - 小林三郎右衛門良治

## 遺跡概要
1983年（昭和58年）から1985年（昭和60年）にかけて函館市教育委員会によって発掘調査が行われた。
館跡は、自然地形を活かし、四方に土塁と薬研または箱薬研状の空堀が巡らされ、全体でほぼ長方形の形状を呈している。内部は東西約70-80メートル、南北約50-65メートルで、約4,100平方メートルの広さがあり、曲輪（くるわ）の内部では掘立柱建物跡や井戸が確認されている。土塁の高さは、北側で約4.0-4.5メートル、南側で約1.0-1.5メートルであり、土塁の外側にあたる北側と西側には幅約5-10メートルの空堀が設けられ、最も深い所で約3.5メートルの深さをもつ。
発掘調査では、15世紀前半ごろを主体とする青磁・白磁・珠洲焼・越前焼・古瀬戸などの陶磁器が出土している。これらの遺物の年代は『新羅之記録』に記された長禄元年のコシャマインの戦いにおける志苔館陥落の時期（1457年）と矛盾しない。
2017年（平成29年）4月6日、続日本100名城（101番）に選定された。

## 史跡指定
1934年（昭和9年）8月9日、国の史跡に指定された。
腰曲輪、濠、溪沢全体に指定地が及ぶようにするため、1977年（昭和52年）4月27日に追加指定がなされている。

## 中国銭の大量出土
1968年、志苔館の南西方向100メートル地点から、埋納されたと推定される越前焼、珠洲焼の大甕3個の中より計38万7,514枚におよぶ、主として中国の銅銭が出土している。これは日本国内で1か所から発見された古銭としては最大級の量である。「北海道志海苔中世遺構出土銭」として国の重要文化財（考古資料）に指定され、市立函館博物館に所蔵されている。

## 年表
- 1457年（長禄元年）のコシャマインの戦いにて陥落
- 1934年（昭和9年）8月9日 - 国の史跡に指定
- 1968年（昭和43年） - 中国銭が大量に出土する
- 1977年（昭和52年）4月27日 - 国の史跡の範囲拡大
- 1983年から1985年 - 函館市教育委員会によって発掘調査
- 2017年（平成29年）4月6日 - 続日本100名城（101番）に選定された

## 支館
2館あり、砦か狼煙場として、函館西部地区の箱館（宇須岸館）を向いていたと推定されている。
- 与倉前館 - 根崎町の根崎保育園付近にあった。塁跡遺構があったとされる。
- 弥右衛門川館 - 高松町。痕跡はない。東西16m、南北15m。

## 所在地
- 函館市志海苔町・赤坂町

## 交通手段
- 函館バス下海岸線（91・91A・91C系統）[4]「志海苔」停留所下車。（徒歩約5分）

「湯倉神社前」停留所までは、函館市電湯の川線（湯の川停留場乗継）も利用可能。